# 巴町砂場

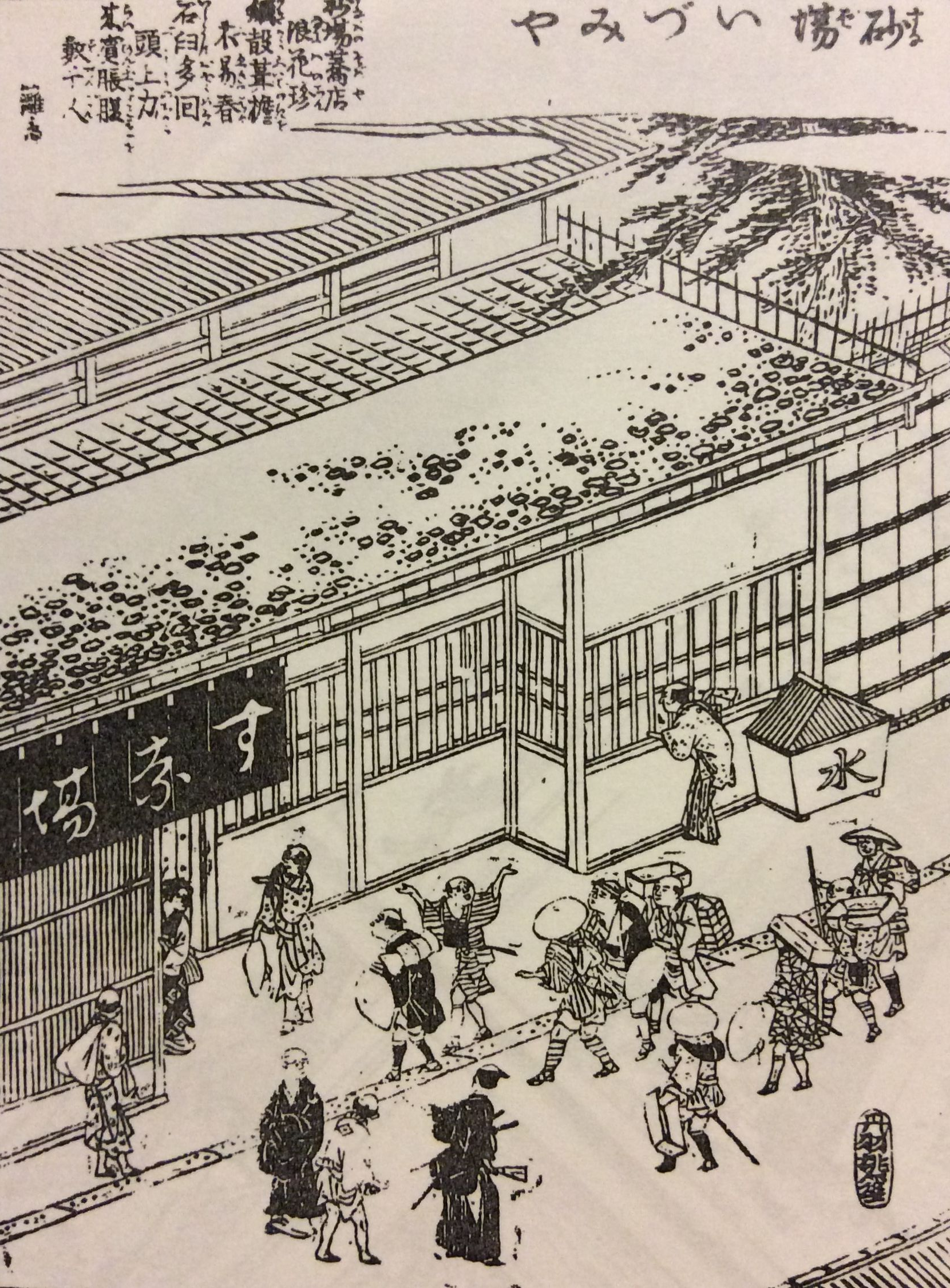
寛政10年（1798年）、『摂津名所図会』、「砂場いづみや」の表口の挿絵

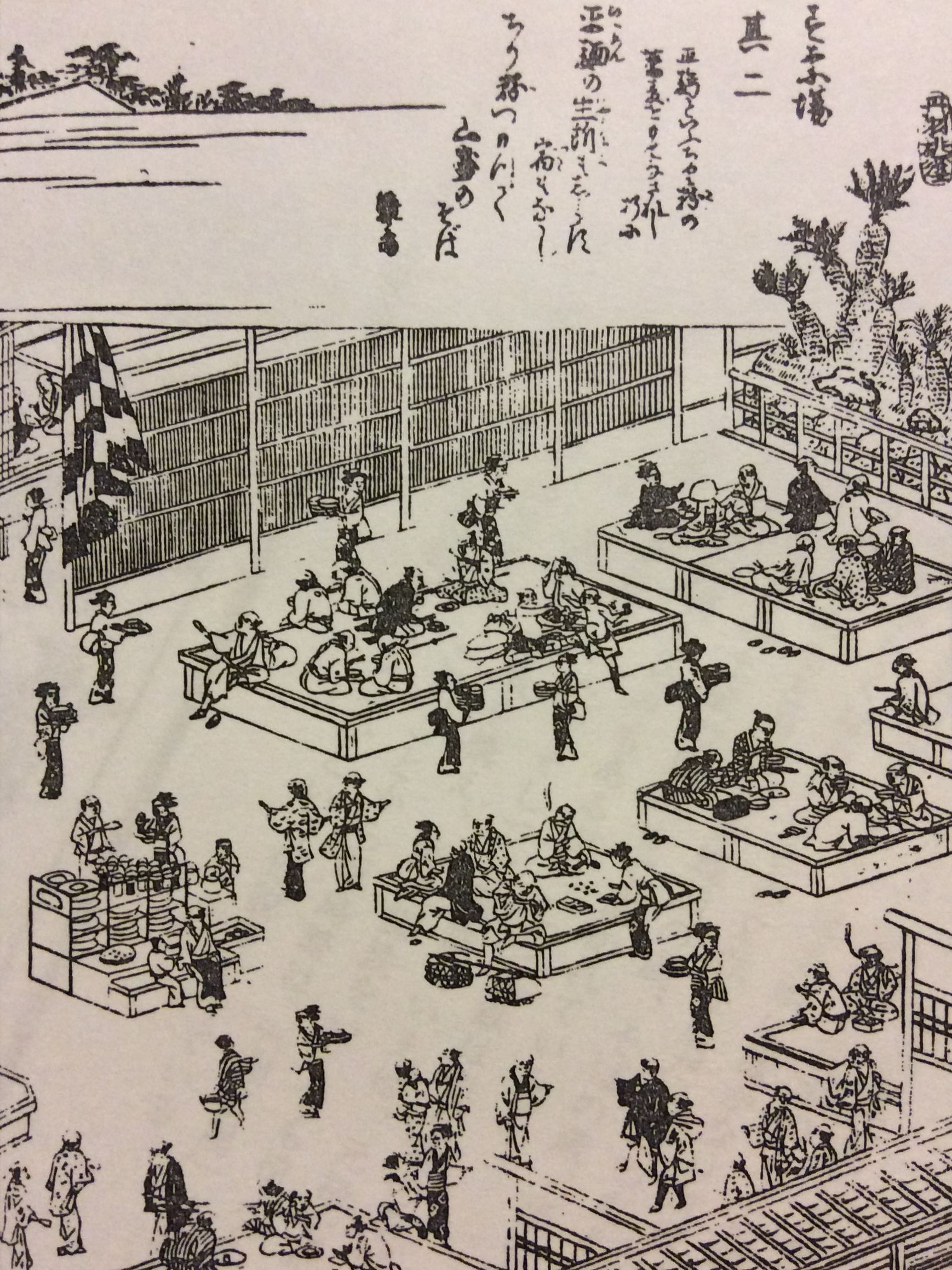
寛政10年（1798年）、『摂津名所図会』、「砂場いづみや」の店内の挿絵

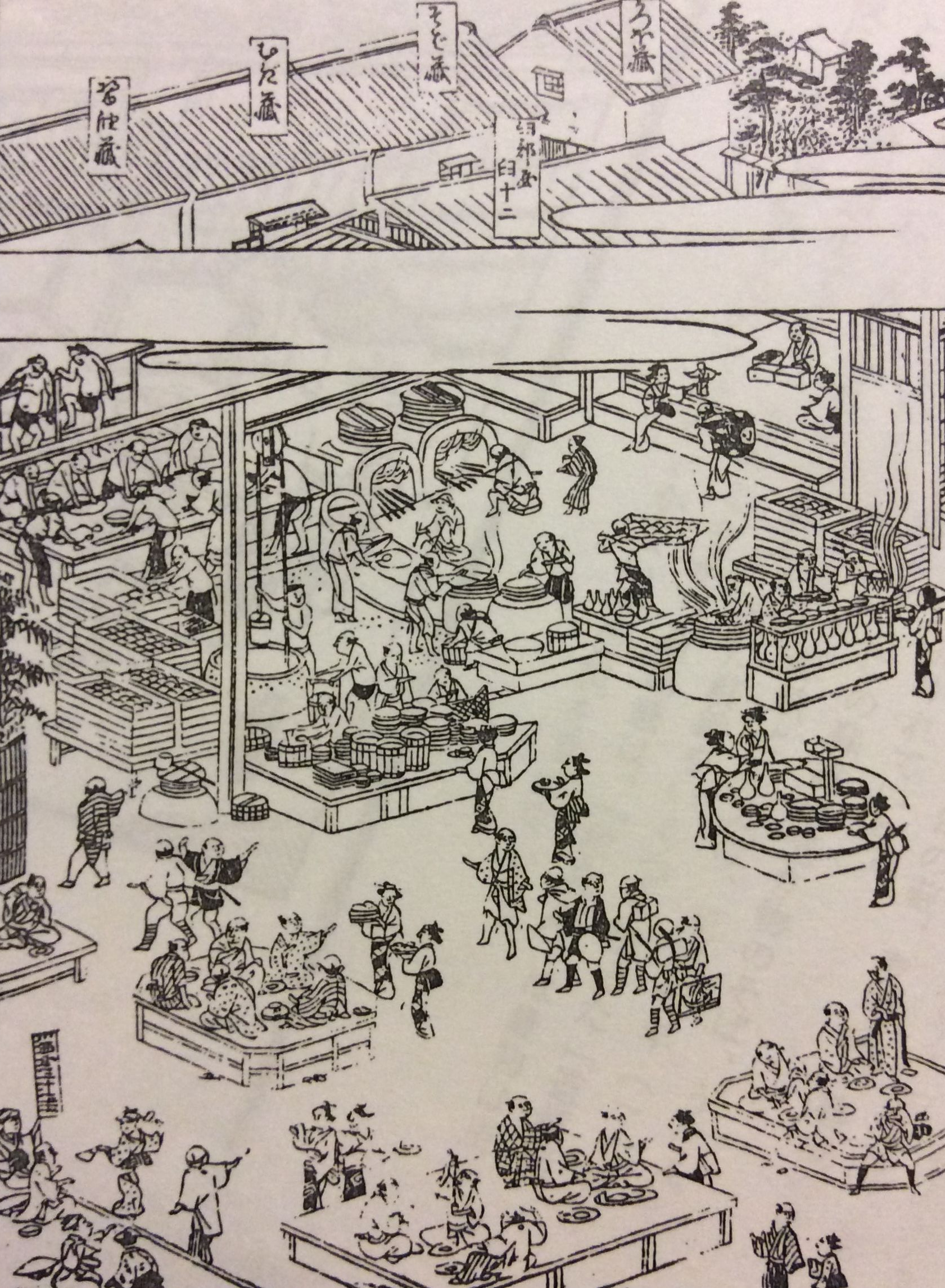
寛政10年（1798年）、『摂津名所図会』、「砂場いづみや」の店内の挿絵

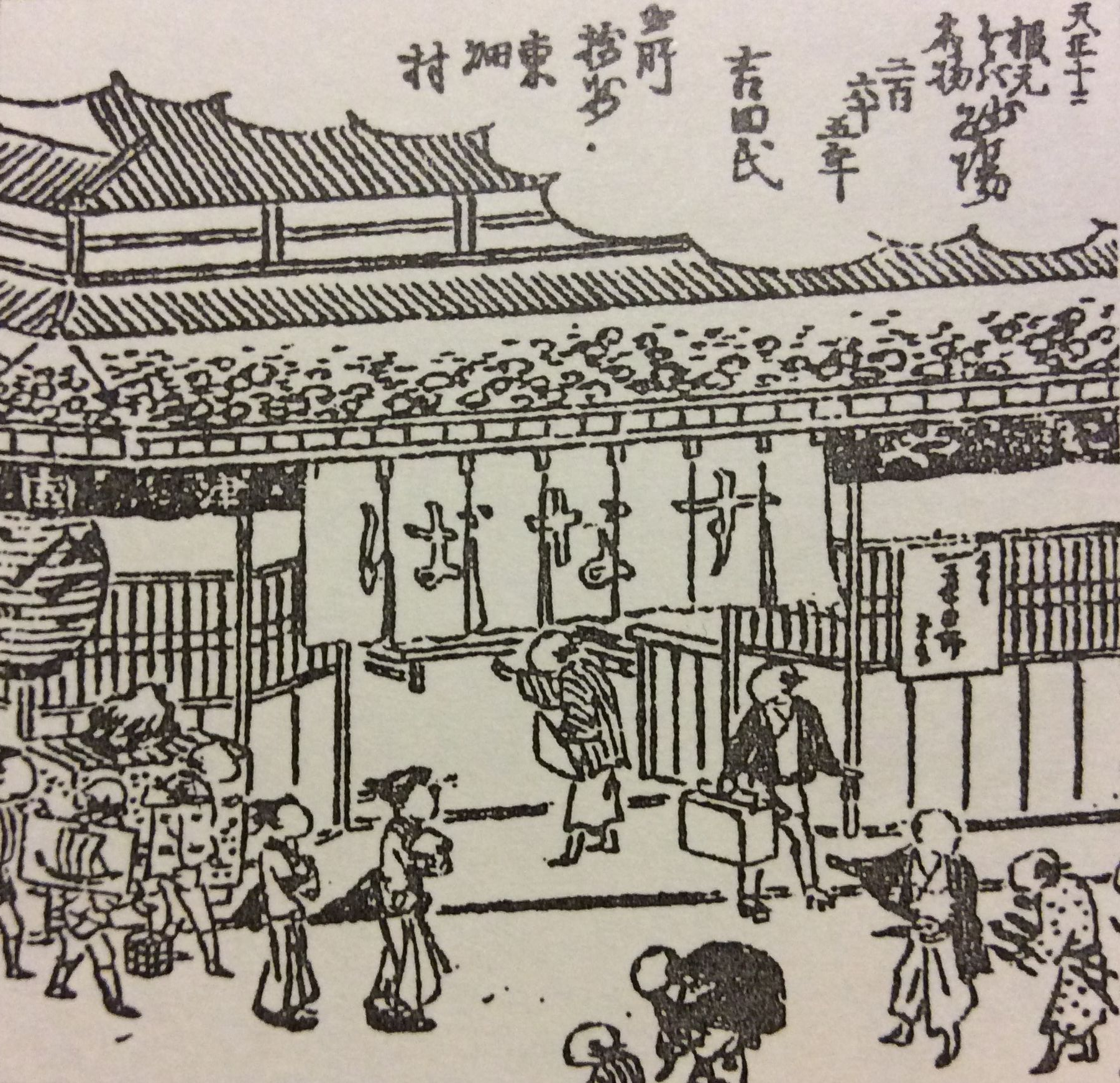
嘉永2年（1849年）、『二千年袖鑒』、「津国屋」の表口の挿絵

巴町砂場（ともえちょうすなば）は、東京都港区虎ノ門三丁目にあった江戸時代創業のそば屋。江戸以来、東京の「砂場」は、ふたつの系統が伝えられてきた、そのうちのひとつの本家。

## 概要
1815年（文化12年）、『江戸の華名物商人ひやうばん』板の番付に、「茅場町すなば大坂屋」と「久保町すなば（現・巴町砂場）」の2軒が登場していることは明らかだが、創業年は不明である。1839年（天保10年）、「久保町すなば」は虎ノ門から天徳寺門前町に移転、「巴町砂場」初代・萩原長吉となる。その後、町域全体が御用屋敷になるため、久保町の町家がすべて立退きになった。
巴町砂場は、「糀町七丁目砂場藤吉（現・南千住砂場）」とともに江戸時代から続く老舗で、江戸・東京を代表する「砂場」の暖簾である。嘉永元年（1848年）、江戸名物のひとつとまで評価された「糀町七丁目砂場藤吉」は、幕末維新当時の十一代目・長岡保が、動乱の時代にも暖簾を守り続け「本石町砂場（現・室町砂場）」と「琴平砂場（現・虎ノ門大坂屋砂場）」の2軒を輩出した。
1848年（嘉永元年）、『江戸名物酒販飯手引草』には、「砂場」を名乗るそば屋として、「砂場そば糀町七丁目砂場藤吉（現・南千住砂場）」、「砂場そば茅場町定七」、「砂場そば深川御舟蔵前須原屋久次郎」、「兼房町砂場安兵衛」、「浅草黒舟町角砂場重兵衛」、「本所亀沢町砂場兵蔵」の6軒が掲載させている。
「砂場」の由来は、豊臣秀吉が大阪城を築いたとき、大阪の和泉屋というお菓子屋が、資材の砂置き場に蕎麦屋を開店し、「砂場」と呼ばれていたのに始まる。徳川家康が江戸城を築くときは、江戸に進出し糀町に店を構えた。

## 沿革
- 1583年（天正11年） - 豊臣秀吉が大阪城築城に着手。
- 1629年（寛永6年） - 大阪城が完成した後、砂場跡地一体帯を整備した新町に、官許の遊郭が建設され、新町遊郭は江戸・吉原、京都・島原 (京都)、と並び称される一大遊里となる。
- 1730年（享保15年） - 『絵本御伽品鏡』、長谷川光信画、千草屋新右衛門、享保15年（1730年）には、「いづミや」という暖簾を掛けた麺類屋がある、当時の大坂市中の名物を狂歌とともに紹介した絵本である[4]。
- 1757年（宝暦7年） - 『大坂新町細見之図澪標』、「廓名物之分」、宝暦7年（1757年）には、大阪城築城のさいの、資材の砂や砂利の置き場になった新町砂場地域には、「和泉屋」と「津国屋」の2軒の麺類屋があった[5]。細見とは、江戸・吉原の妓楼や遊女名、玉代などを事細かに記した遊郭案内書[3]。「和泉屋」と「津国屋」の初代は、どちらも和泉国（現・大阪府南部）の出身である。
- 1777年（安永6年） - 『富貴地座位』、安永6年（1777年）には、三都（京・江戸・大坂）の名物を紹介しており、浪花名物の「和泉屋」について記している。
- 1798年（寛政10年） - 『摂津名所図会』、寛政10年（1798年）には、「砂場いづみや」として挿絵入りで紹介している[1]。挿絵は店の表口の様子と店内の光景をで、いかにも大店らしい立派な構えで、牡蠣殻葺きの庇の下には「すな場」と染め抜かれた暖簾がかけられている。店内は広大な土間に座敷の島がいくつも置かれ、座敷の間の通路は町中の往来のように広い。店の裏側には、鰹節の蔵、そばの蔵、麦の蔵、醤油の蔵に、臼十二と書かれた臼部屋がある[3]。
- 1815年（文化12年） - 『江戸の華名物商人ひやうばん』板の番付に、「茅場町すなば大坂屋」と「久保町すなば」の2軒が登場する[3]。
- 1839年（天保10年） - 「久保町すなば」は虎ノ御門から天徳寺門前町に移転、「巴町砂場」初代・萩原長吉となる。その後、町域全体が御用屋敷になるため、久保町の町家がすべて立退きになった。
- 1848年（嘉永元年） - 『江戸名物酒販飯手引草』には、「砂場」を名乗るそば屋として、「砂場そば糀町七丁目砂場藤吉」、「砂場そば茅場町定七」、「砂場そば深川御舟蔵前須原屋久次郎」、「兼房町砂場安兵衛」、「浅草黒舟町角砂場重兵衛」、「本所亀沢町砂場兵蔵」の6軒が掲載させている。
- 1849年（嘉永2年） - 『二千年袖鑒』、伊豫屋善兵衛、嘉永2年（1849年）には、「津国屋」の外観を描いた挿絵がある、牡蠣殻葺きの庇の下に「すなば」と書かれた暖簾がかけられている[2]。牡蠣殻葺きは享保頃（1716年-1736年）から江戸や大坂などの町屋で防火上用いられた、店構えは「和泉屋」の表口の様子と似ている[3]。
- 1869年（明治2年） - 天徳寺門前町と新下谷長、車坂町が合併して西久保巴町の改称され、店名も「巴町砂場」となる。
- 1893年（明治26年） - 「巴町砂場」初代・萩原長昭が85歳で亡くなる。
- 1933年（昭和8年） - 暖簾会「砂場長栄会」を結成、初代会長に「南千住砂場」十二代目・長岡紋治郎が務める。
- 1955年（昭和30年）11月 - 「砂場長栄会」から暖簾会「砂場会」に受継がれ、会長「虎ノ門大坂屋砂場」稲垣一男、副会長「南千住砂場」十三代目・長岡源太郎、ほか2名、相談役「巴町砂場」萩原長康と「室町砂場」三代目・村松茂となる。
- 1956年（昭和31年）11月1日 - 「砂場」と「すなば」の商標登録が正式に認可、会員数は28軒。その後、商標登録は「す奈ば」、「寿那ば」、「寿奈ば」が加えられた。
- 1978年（昭和53年） - 「巴町砂場」三代目・萩原長康が83歳で亡くなる。
- 1985年（昭和60年）3月 - 大阪新町南公園に「ここに砂場ありき」の石碑が建立され、二代目会長の「巴町砂場」四代目・萩原長昭ほか出席し除幕式[6] 。

- 1988年（昭和63年） - ビル内に移転。
- 2017年（平成29年）6月30日 - ビルの契約満了に伴い閉店。

## 交通アクセス
鉄道
- 都営三田線 - 御成門駅より徒歩5分
- 東京メトロ日比谷線 - 神谷町駅より徒歩3分

## ギャラリー

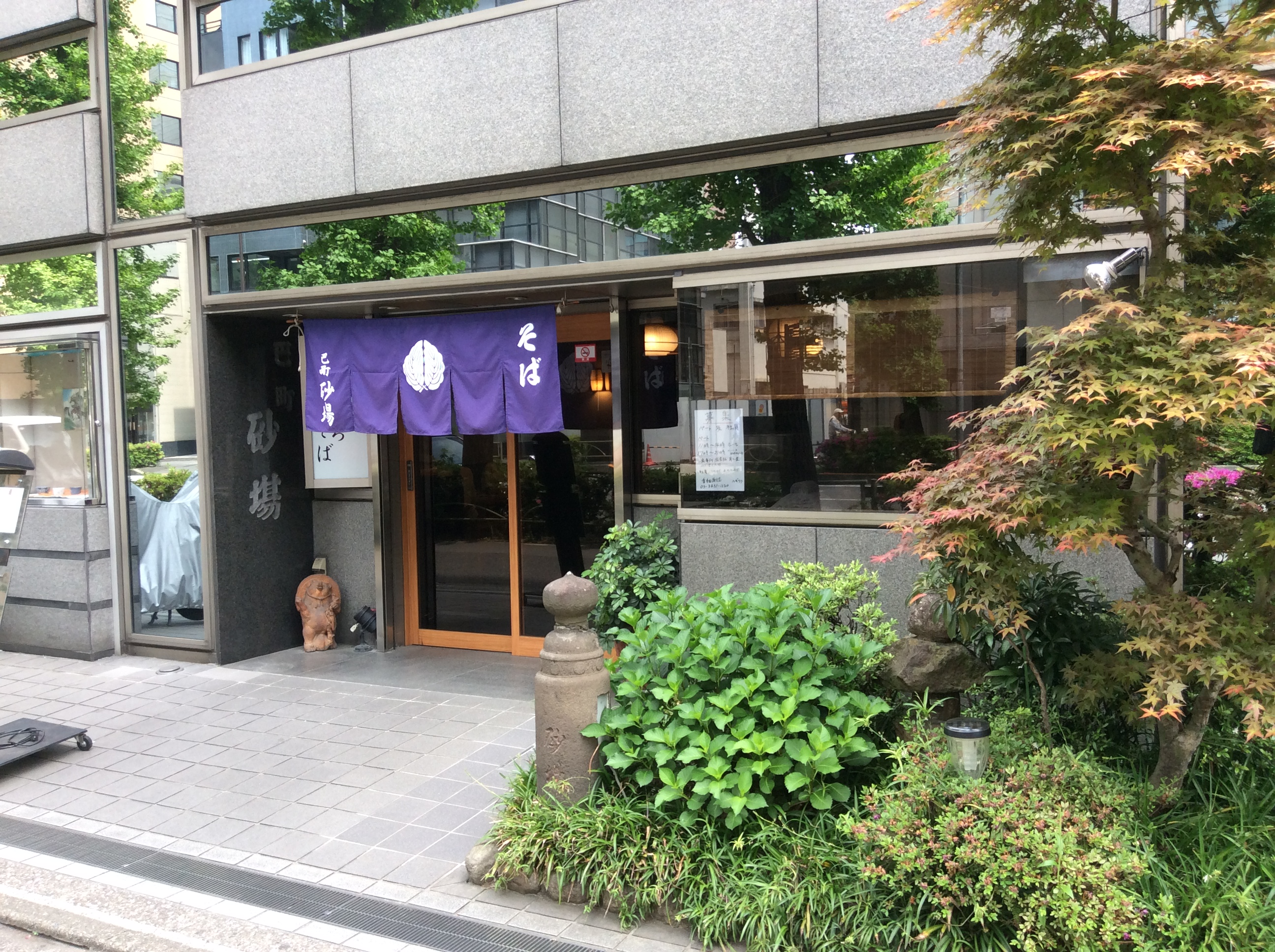
店舗外観（2016年5月2日撮影）
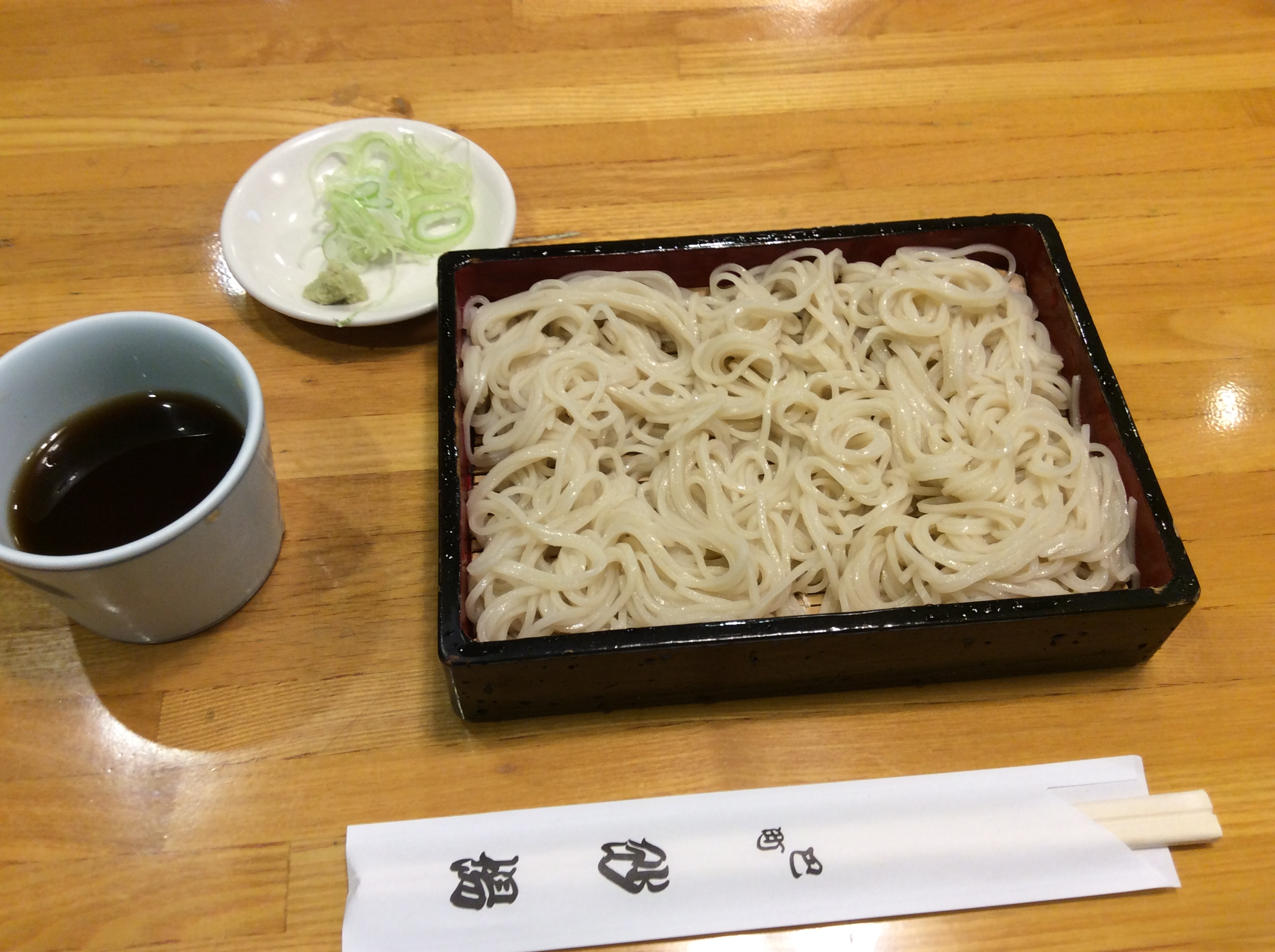
「せいろ」（2016年5月2日撮影）

## 近隣施設
- 神谷町駅
- 虎ノ門駅
- 御成門駅
- 六本木一丁目駅
- 増上寺
- 文部科学省
- 特許庁
- 復興庁
- 港区役所 (東京都)
- 港区立麻布小学校
- 赤坂アークヒルズ
- サントリーホール
- 泉ガーデン
- 芝パークホテル